# 전자직통제동
전자직통제동(電磁直通制動)은 철도차량의 공기제동 방식의 하나이다.

## 개요
1920년대 후반 미국 웨스팅하우스 사에 의해 비상변부직통(非常弁付直通) 에어브레이크(SME 브레이크)에 전자 밸브를 부가한 SMEE 브레이크로서 개발되어, 1930년대에 들어와 SMEE의 비상변부를 자동공기제동으로 바꾼 HSC(High Speed Control) 브레이크가 고속열차용으로 개발되었다. 전자는 1948년 이후, 뉴욕 지하철에서 대량 채용되었으며 후자는 재래식 자동공기제동 장비 차량과 병결이 가능해졌다.
전자직통제동은 그 이름처럼 직통제동을 개량하여 전자 밸브를 부가한 것으로, 최초의 실용화 사례가 된 SMEE 브레이크의 명칭도 당시의 WH사의 명명 규칙대로 Strait air brake / Motor car / Electro-pneumatic / Emergency valve(전동차용 비상변부 전자직통공기제동)의 접두어에서 유래했다.
기구적으로는, 운전석의 직통제동용 제동변에 설치된 스위치로부터 제동변의 동작을 지령하는 전기 신호를 받아 각 차량의 전자 밸브에 의해 제동 압력을 제어하는 방식이다. 공기압만으로 각 차의 제동변에 지령을 전달하는 자동공기제동에 비해 비교할 수 없을 정도로 고속이며, 전자 밸브에 의한 동기(同期)로 편성이 장대화(長大化)되어도 제동응답성이 좋고, 또 셀프랩식의 제동제어밸브와 마감전자밸브(Lock Out Valve：LOV)에 의해 발전제동이나 회생제동과의 연동이 용이하기 때문에 장편성 고속 전동차에 많이 이용되어 한국에서는 SED나 SELD라는 이름으로 알려져 있다. 다만, 이상시 제동효력을 상실하는 직통제동을 기본으로 하고 있기 때문에 백업용으로서 자동공기제동 혹은 그에 상당한 기구를 갖추는 것이 일반적이다.
최근에는 운전석에 제동변을 설치하지 않고 전기신호만으로 지령을 내리는 전기지령식 제동이나, 완전하게 회생·발전제동에만 의존하는 완전 전기제동으로 이행하고 있다.